# Trilogia degli elementi
La trilogia degli elementi comprende tre film della regista indo-canadese Deepa Mehta che affrontano questioni sociali controverse nel subcontinente indiano. Fire, il primo film uscito nel 1996, tratta temi come i matrimoni combinati e l'omosessualità nella cultura patriarcale indiana. Earth, uscito nel 1998, affronta le tensioni religiose associate alla partizione dell'India e alla formazione del Pakistan nella metà del XX secolo. Water, uscito nel 2005, è stato il più acclamato dalla critica e tratta temi come il suicidio, la misoginia e il maltrattamento delle vedove nelle aree rurali dell'India.
Tra gli attori di spicco che hanno preso parte a questa trilogia figurano nomi come Aamir Khan, Seema Biswas, Shabana Azmi, John Abraham, Kulbhushan Kharbanda, Rahul Khanna, Lisa Ray e Nandita Das. A. R. Rahman ha composto le colonne sonore per tutti e tre i film che sono state accolte positivamente dalla critica. Questi film si distinguono anche per la collaborazione di Mehta con l'autrice Bapsi Sidhwa: il romanzo Cracking India di quest'ultima è stato infatti alla base di Earth, mentre Water - Il coraggio di amare è stato in seguito adattato in forma di romanzo da Sidhwa stessa con il titolo Water: A Novel nel 2006.

## Fire(1996)
Il primo film della serie, Fire (1996), è ambientato nell'India contemporanea. È stato un film molto controverso tra alcune frange conservatrici in India a causa della rappresentazione di donne lesbiche.

## Earth(1998)
Earth (1998, uscito in India come 1947: Earth) racconta la storia della partizione dell'India nel 1947 dal punto di vista di una giovane ragazza parsi. Earth è stato proposto dall'India per l'Oscar al miglior film in lingua straniera nel 2000, ma non è stato incluso tra le cinque nomination finali selezionate dall'Academy.

## Water(2005)
Water (2005), l'ultimo film della trilogia, è ambientato negli anni '30 e si concentra sulle difficili condizioni di vita di un gruppo di vedove che vivono in un ashram. È stato candidato per l'Oscar al miglior film in lingua straniera nel 2007, diventando il primo film non in lingua francese del Canada a ricevere una nomination in quella categoria.